# Landungsbrücken (station)
Landungsbrücken är en pendeltågs- samt tunnelbanestation i Hamburg, Tyskland, som ligger vid Landungsbrücken. Stationen trafikeras av Hamburgs pendeltåg och Hamburgs tunnelbana och är en större knutpunkt för kollektivtrafiken. I anslutning till stationen finns även Hamburgs färjor. Stationen ligger i stadsdelen St. Pauli och öppnade 1912 för tunnelbanans linje U3 samt 1975 för pendeltågen.
På denna station går pendeltågen under jord i den långa pendeltågstunneln City-S-Bahn och tunnelbanan går ovan jord på en viadukt längs med hamnen. Följande linjer trafikerar stationen S1, S3 och tunnelbanans linje U3.

## U-Bahn

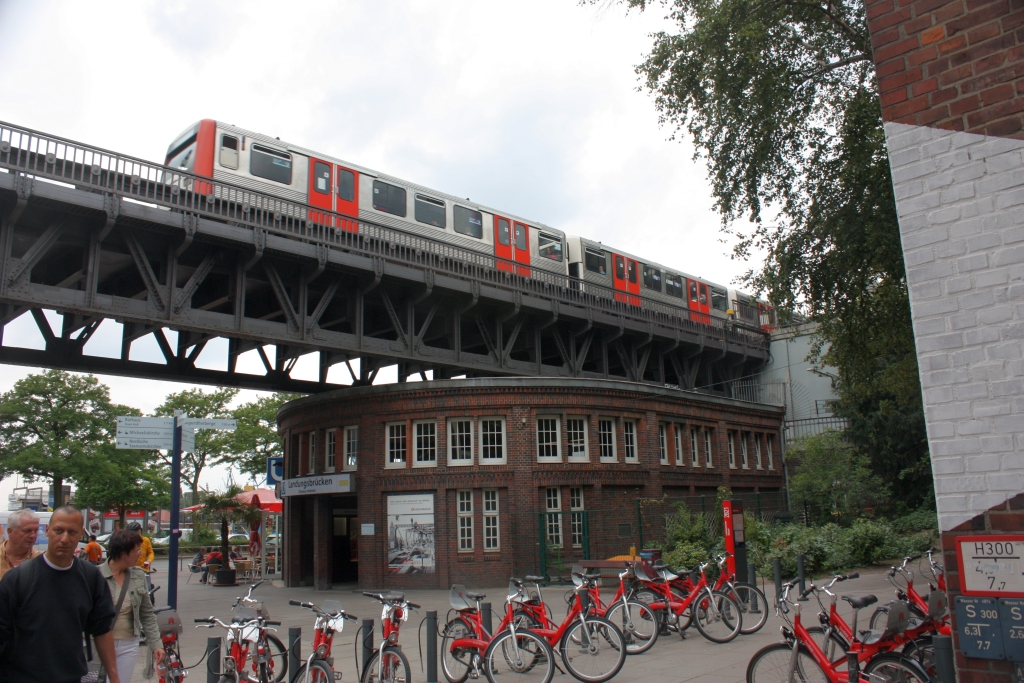
U-Bahn entré
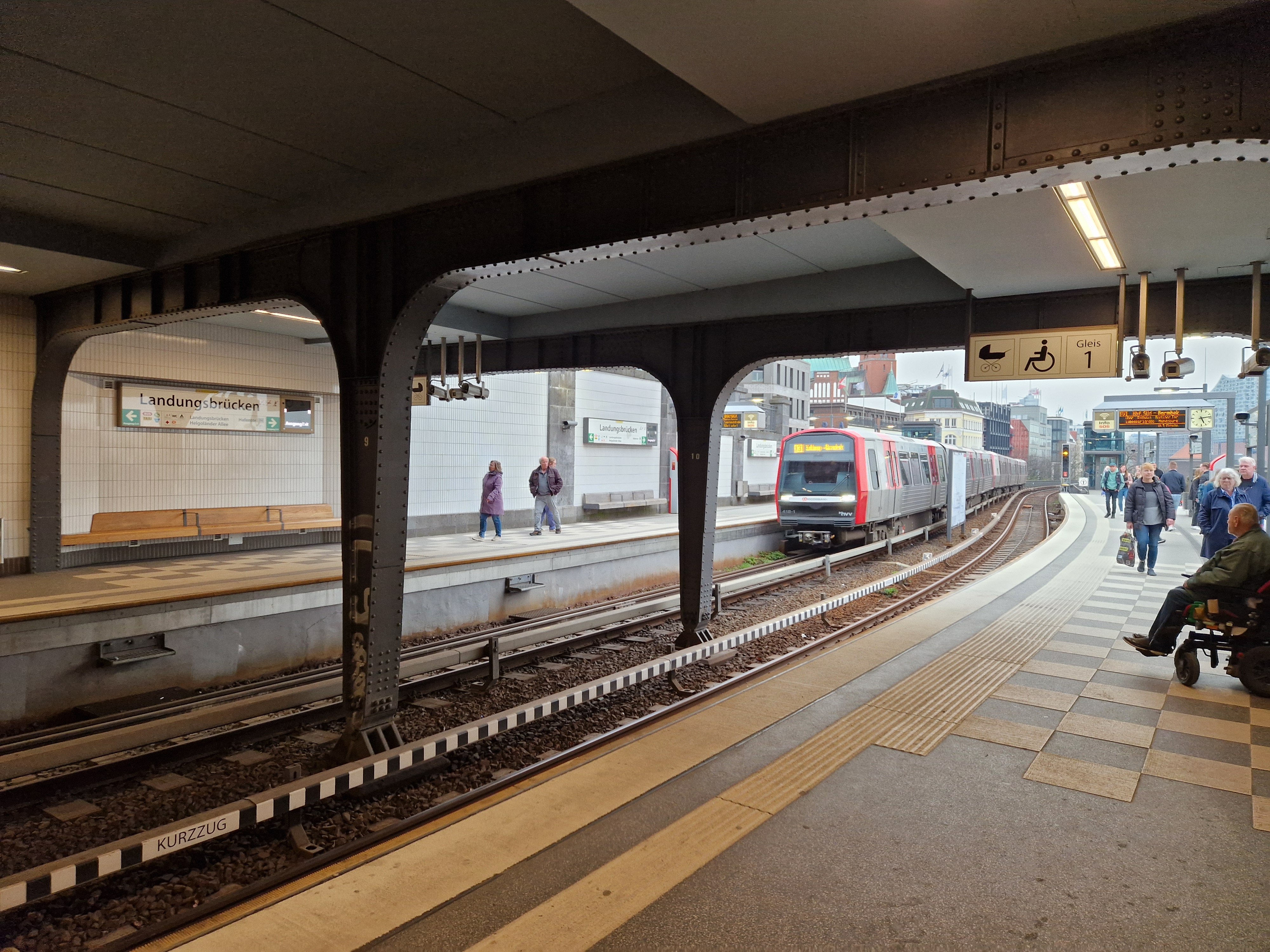
U-Bahn
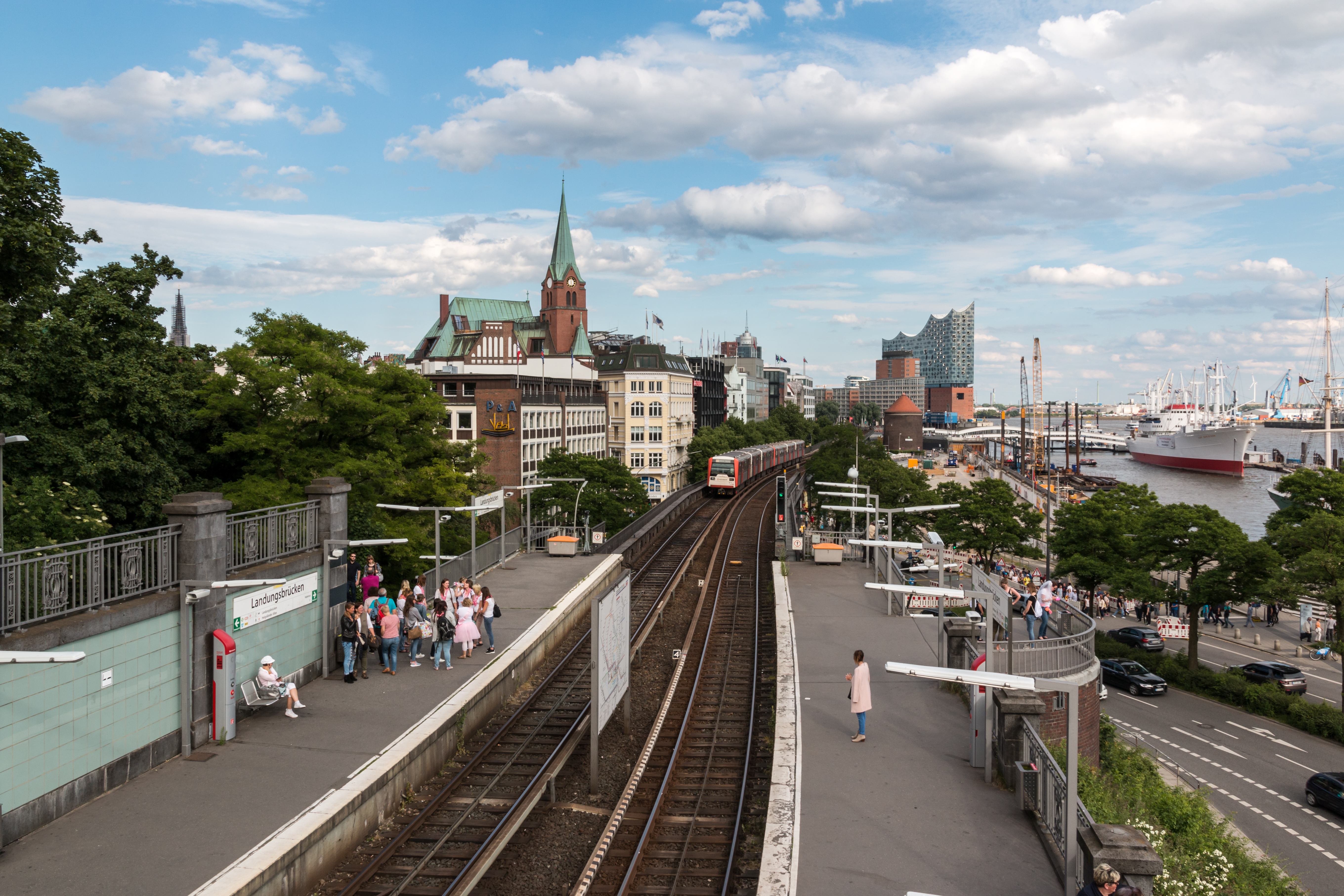
Landungsbrücken U-Bahn
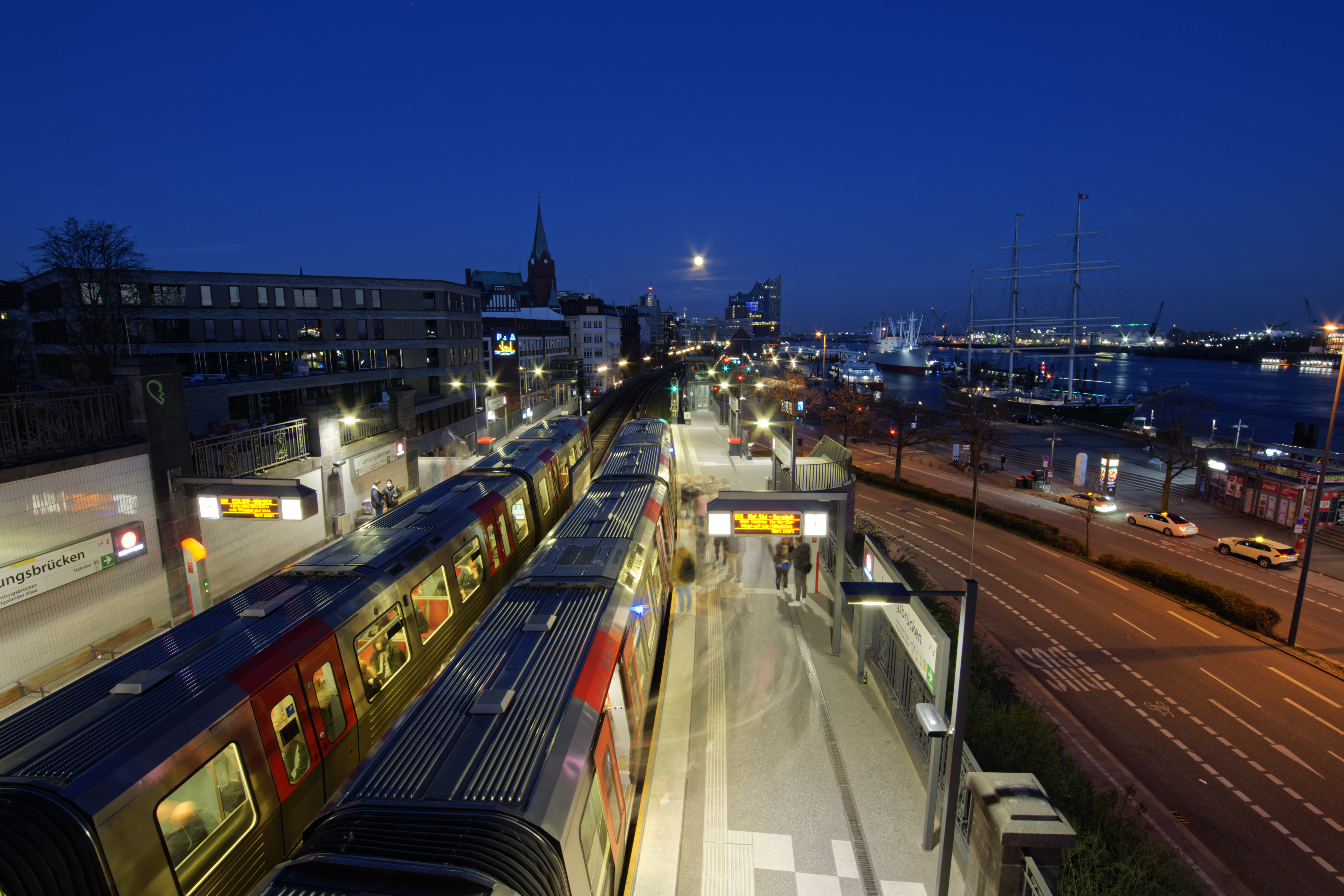
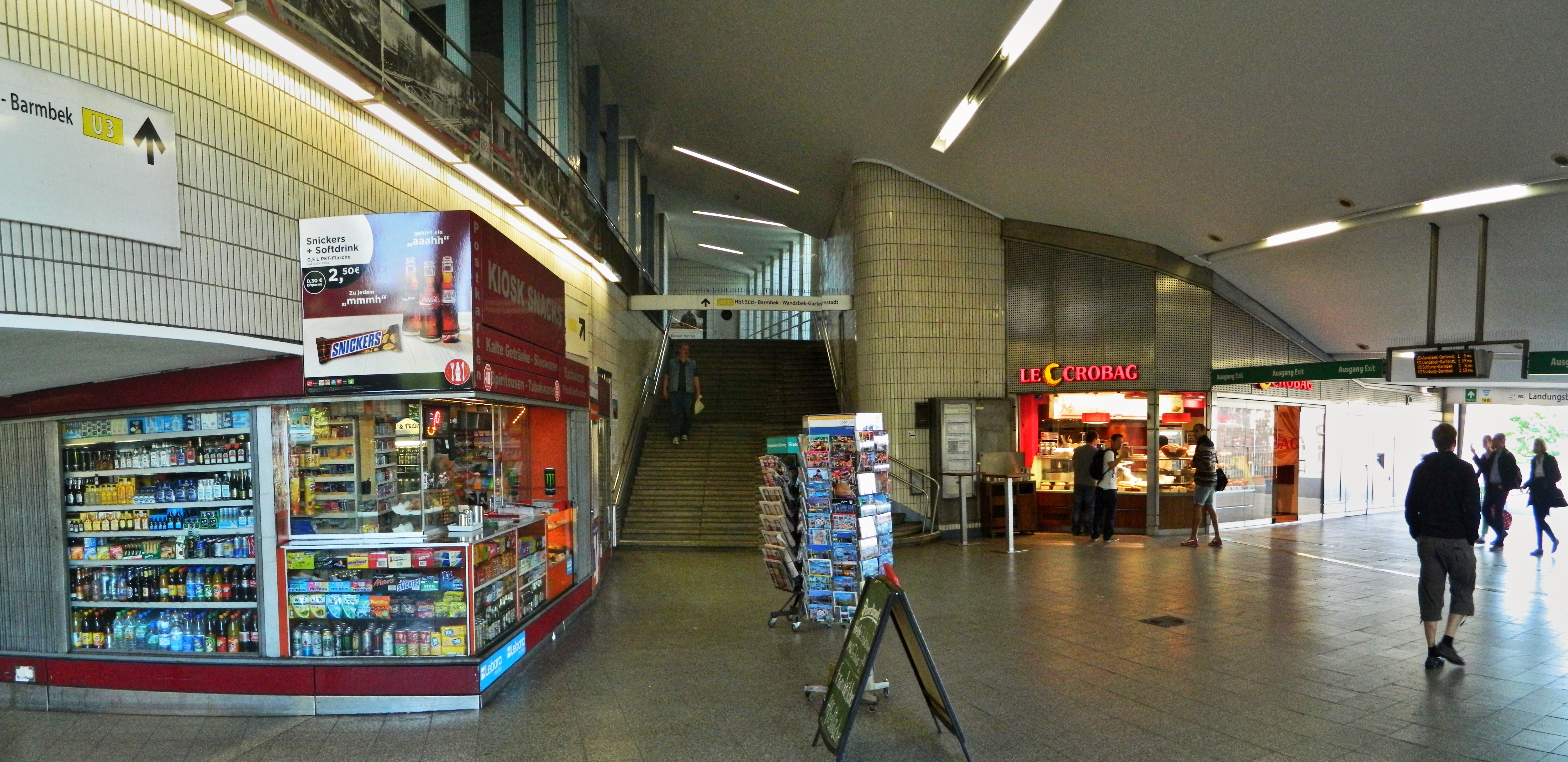
Hall mot U-Bahn / S-Bahn och färjor

## S-Bahn

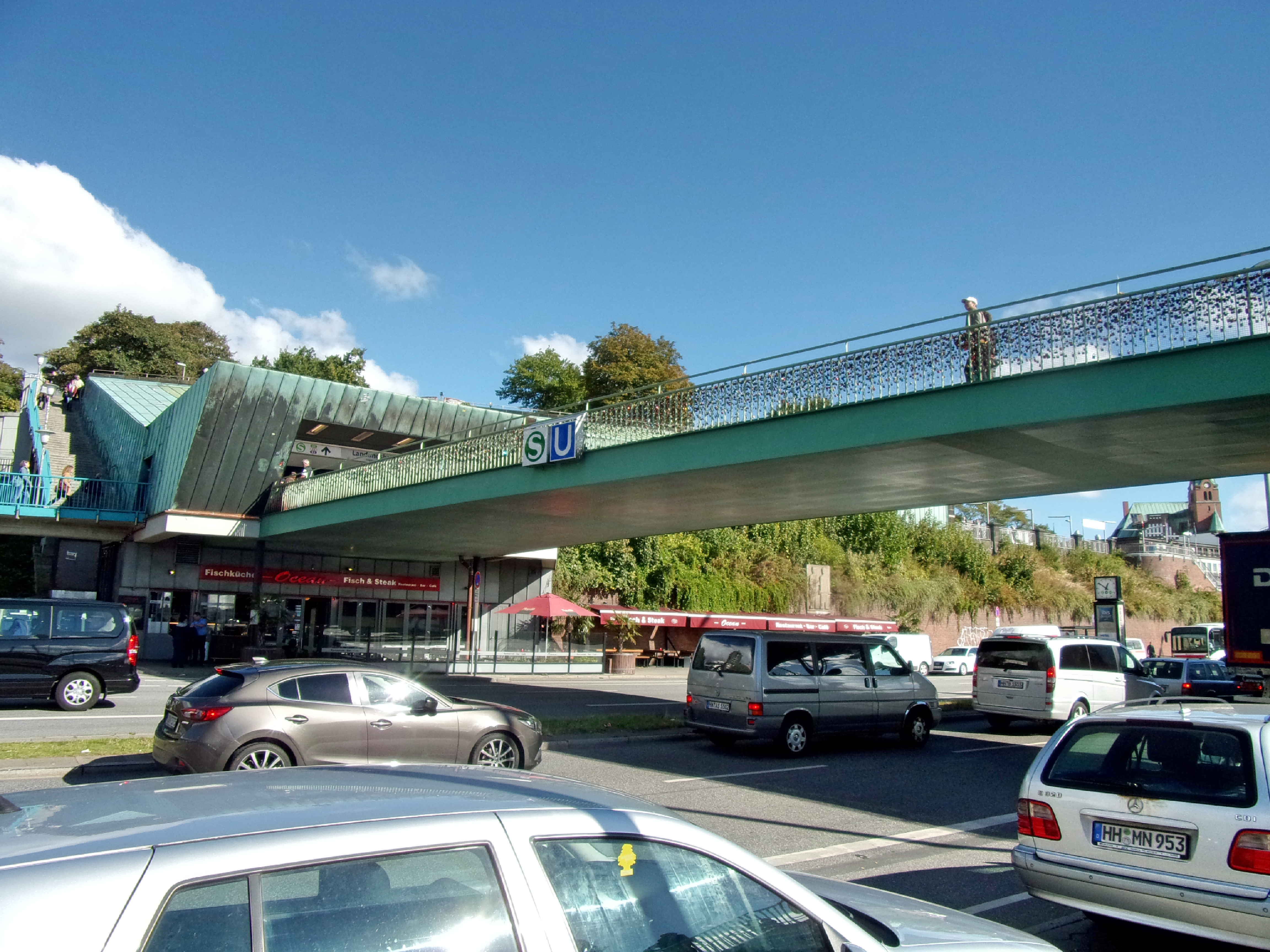
Bron mellan S-Bahn / U-Bahn och färjor
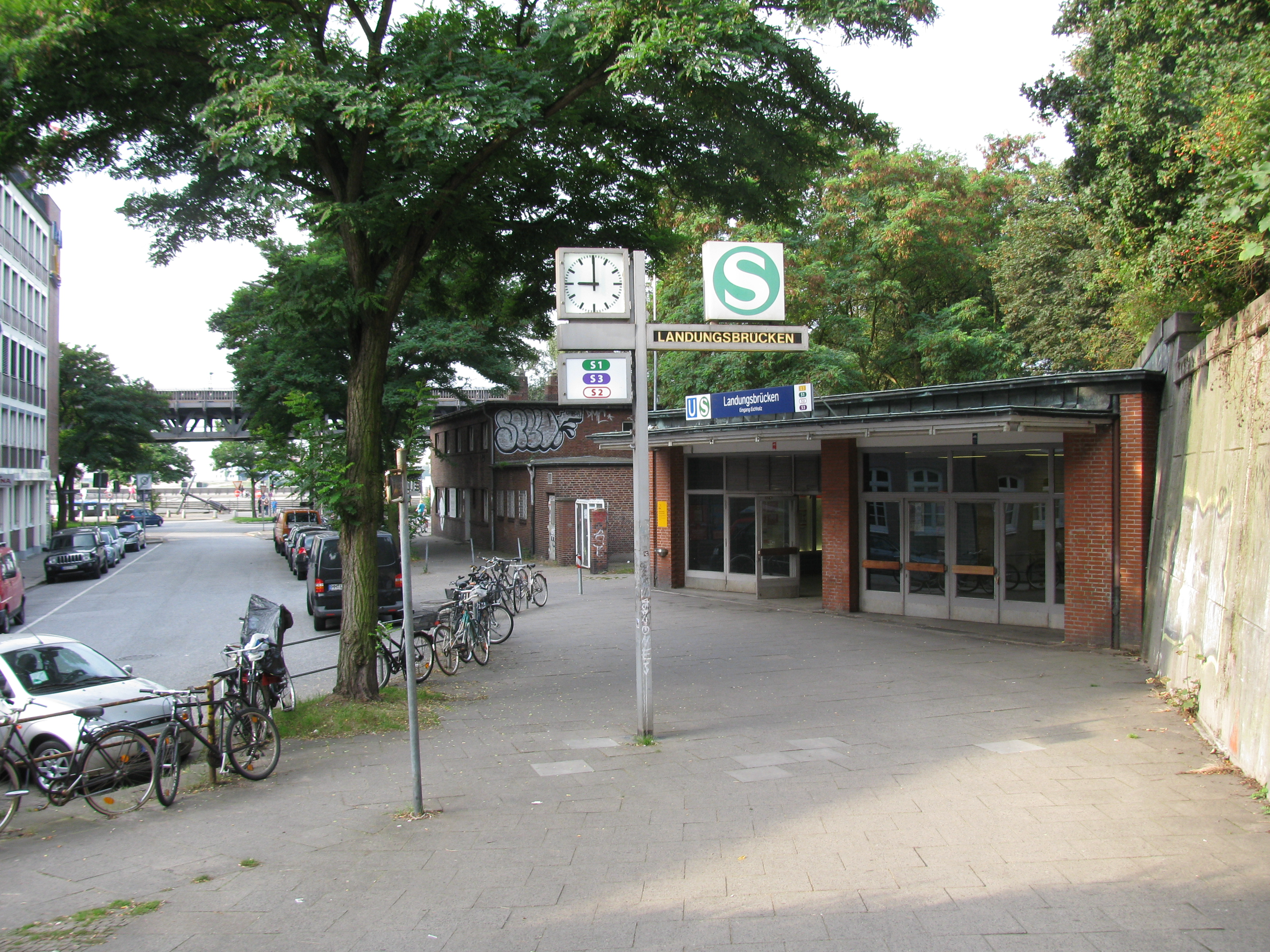
En av flera entréer
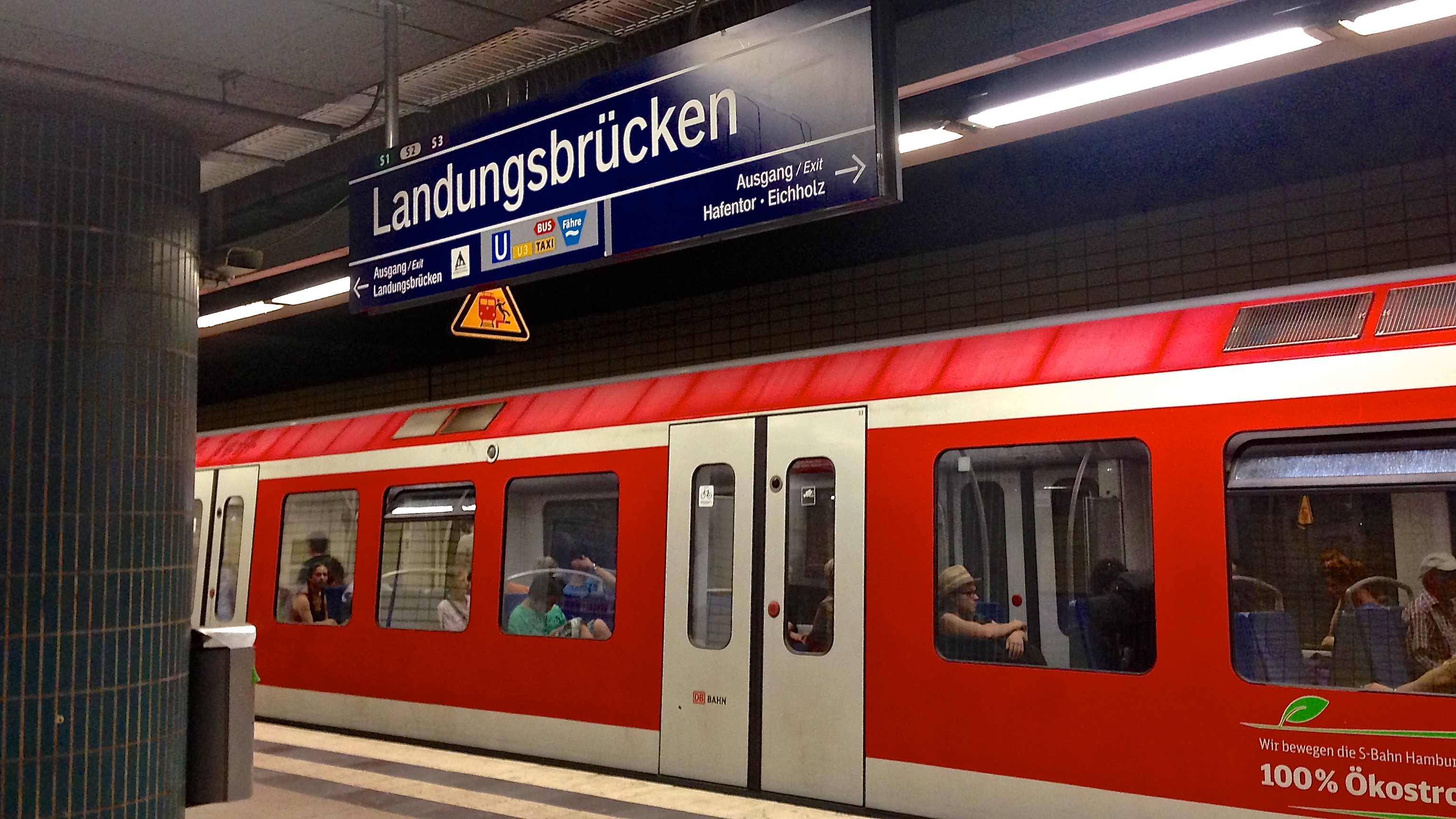
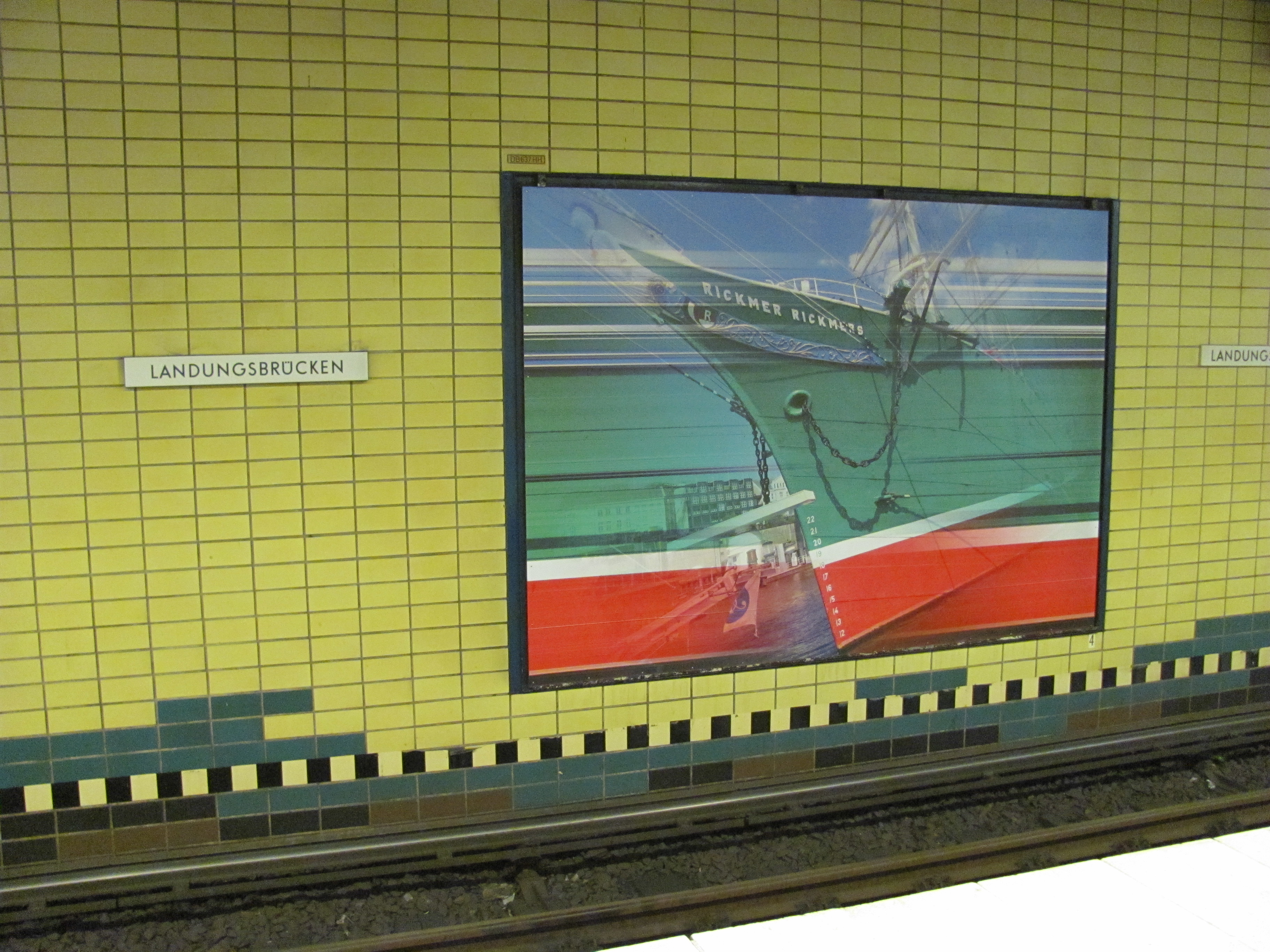
Konstverk, innan renovering
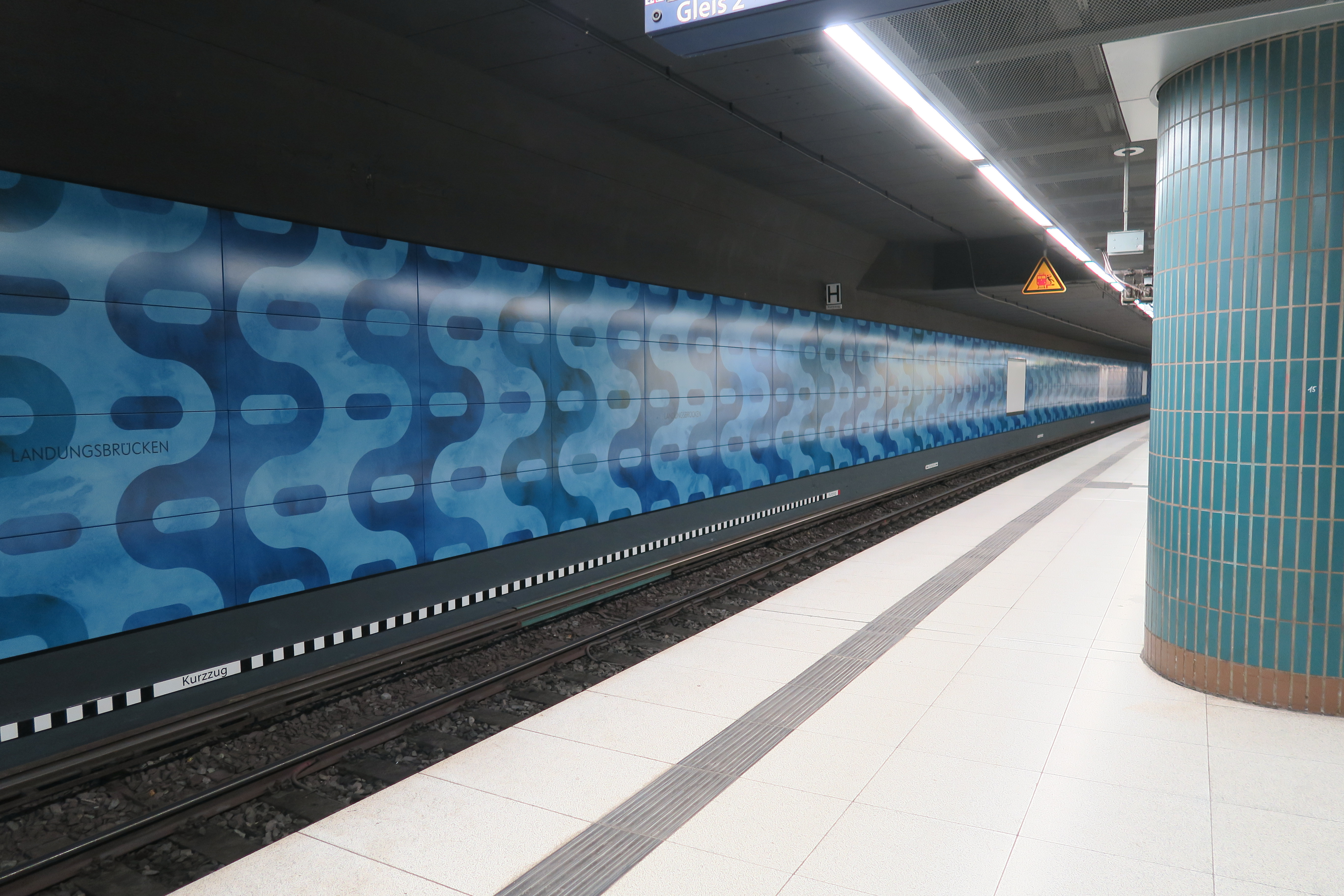
S-Bahn efter renovering